# Młodocin Większy
Młodocin Większy – wieś w Polsce, położona w województwie mazowieckim, w powiecie radomskim, w gminie Wolanów. Ma status sołectwa.
| SIMC    | Nazwa      | Rodzaj    |
| ------- | ---------- | --------- |
| 0641466 | Żurawiniec | część wsi |

W latach 1954–1961 wieś należała i była siedzibą władz gromady Młodocin, po jej zniesieniu w gromadzie Wolanów. W latach 1975–1998 miejscowość administracyjnie należała do województwa radomskiego.
Wieś jest siedzibą rzymskokatolickiej parafii św. Zofii.